# Ludwig III. (Frankreich)
Ludwig III. (* um 864; † 5. August 882 in Saint-Denis bei Paris) war von 879 bis 882 König des Westfränkischen Reiches.

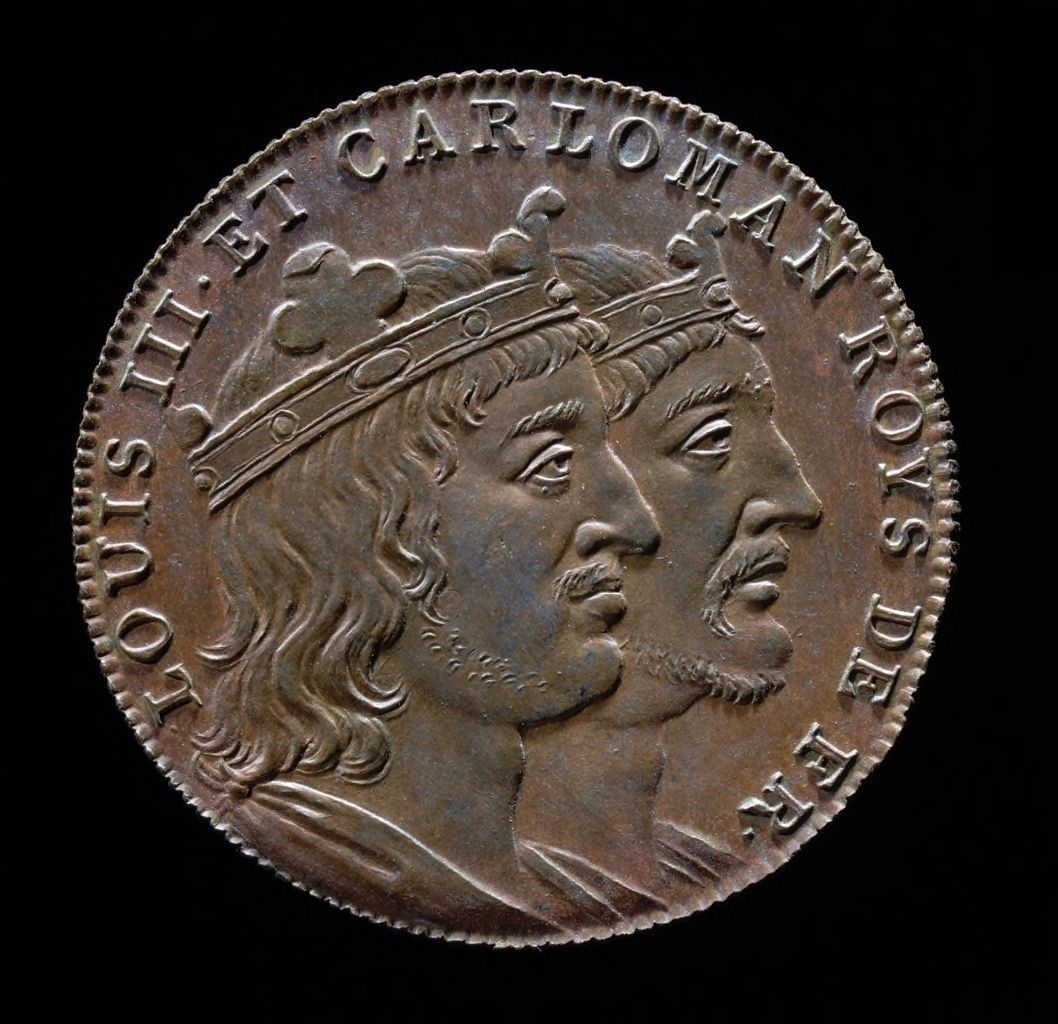
Münze aus dem 18. Jahrhundert mit den fiktiven Porträts der Könige Ludwig III. und Karlmann II.

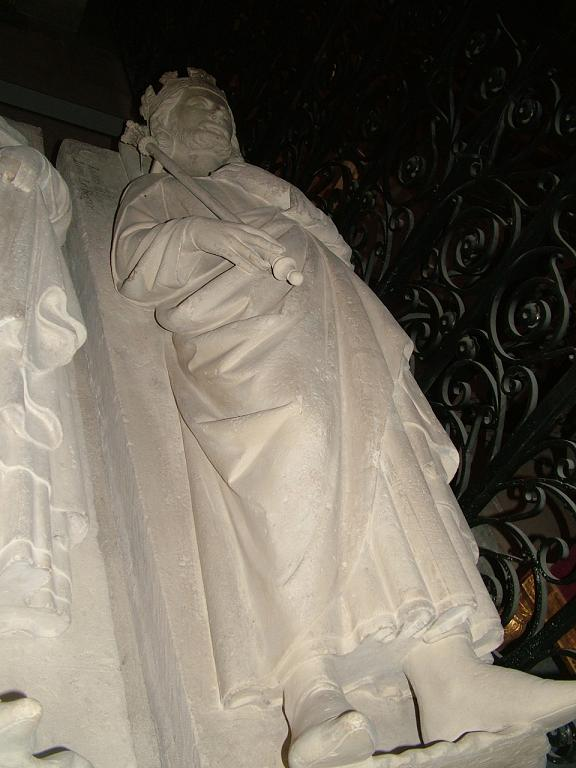
Hochgrab Ludwigs III. in der Kathedrale von Saint-Denis bei Paris

## Leben
Ludwig war der Sohn Königs Ludwig des Stammlers und der Ansgard von Burgund. Durch seine Mutter Ansgard war er mit den Grafen von Burgund verwandt. Ein genaues Geburtsjahr ist nicht überliefert, dennoch muss er zwischen Dezember 862 und 865 geboren worden sein, da seine Eltern im März 862 heirateten und ihnen noch ein jüngerer Sohn geboren wurde, bevor sein Vater die Mutter 866 verstieß.
Eine Adelsgruppe unter Hugo dem Abt und Gauzlin ermöglichte nach dem Tod seines Vaters (10. April 879) Ludwigs Nachfolge im Westfrankenreich. Im September 879 wurde er durch den Erzbischof von Sens geweiht und somit zum König der Westfranken (etwa heutiges Frankreich).
879 gaben die Enkel Karls des Kahlen, schriftlich fixiert 880 im Vertrag von Ribemont, den Westteil Lotharingiens an den ostfränkischen König Ludwig III.; damit gehörte Lotharingien von nun an (mit einer Unterbrechung von 911 bis 925) in seiner Gesamtheit zum Ostfrankenreich und bildete darin das Herzogtum Lothringen.
Im März 880 erfolgte in Amiens eine interne Reichsteilung zwischen Ludwig und seinem Bruder Karlmann. Ludwig erhielt Franzien und Neustrien, Karlmann den Süden.
Die ganze Karolingerzeit hindurch kam es zu Einfällen der Wikinger und auch Ludwig III. schaffte es nur kurz in der Schlacht bei Saucourt (3. August 881), die Angriffe der Normannen abzuwehren. Dieser Sieg wird im althochdeutschen Ludwigslied besungen.
Ludwig III. starb am 5. August 882 – kinderlos und ohne jemals geheiratet zu haben – in Saint-Denis bei Paris und wurde in der Kathedrale von Saint-Denis beigesetzt.